# 유영선 (영화 감독)
유영선(1975년 2월 13일 ~ )은 대한민국의 영화 감독이다.

### 영화
- 2003년 영화 《불어라 봄바람》 ... 연출부
- 2003년 영화 《동승》 ... 녹음부
- 2005년 영화 《혈의 누》 ... 연출부
- 2006년 영화 《방과후 옥상》 ... 연출부
- 2007년 영화 《므이》  ... 조연출 & 코디네이터
- 2011년 영화 《특수본》 ... 윤색
- 2012년 영화 《동면의 소녀》 ... 각본 & 감독
- 2013년 영화 《잉투기》 ... 시나리오 지원 & 물류창고 관계자 역
- 2014년 영화 《마녀》 ... 각본 & 감독
- 2016년 영화 《가려진 시간》 ... 목욕탕 주인 역
- 2016년 영화 《날, 보러와요》 ... 각색
- 2018년 영화 《여곡성》 ... 각본 & 감독 & 스토리보드
- 2020년 영화 《디바》 ... 각본
- 2024년 영화 《화녀》 ... 감독

### 텔레비전 드라마
- 《미드나잇 스릴러 - 수퍼모델》 (2021년) - 연출
- 《학교기담 - 오지 않는 아이》 (2020년) - 연출
- 《뱀파이어 탐정》 (2016년) - 극본
- 《동네변호사 조들호》 (2016년)